# Austrochlus parabrundini
Austrochlus parabrundini är en tvåvingeart som beskrevs av Cranston, Edward och Cook 2002. Austrochlus parabrundini ingår i släktet Austrochlus och familjen fjädermyggor. Inga underarter finns listade i Catalogue of Life.